# Dariusz Zientalak jr.
Dariusz Zientalak jr. (ur. 8 września 1968) – polski pisarz science-fiction, redaktor i wydawca.
Debiutował opowiadaniem Dzień Kobiet w Młodym Techniku, następnie publikował opowiadania Feniksie, Nowej Fantastyce i Science Fiction, a także antologiach.
Był jednym z założycieli oraz redaktorów Fenixa. Wraz z Tomaszem Kołodziejczakiem wydawał kwartalnik Voyager również poświęcony fantastyce, za co zostali uhonorowani nagrodą Śląkfa jako Wydawcy Roku 1991.